# Judenplatz (Wien)

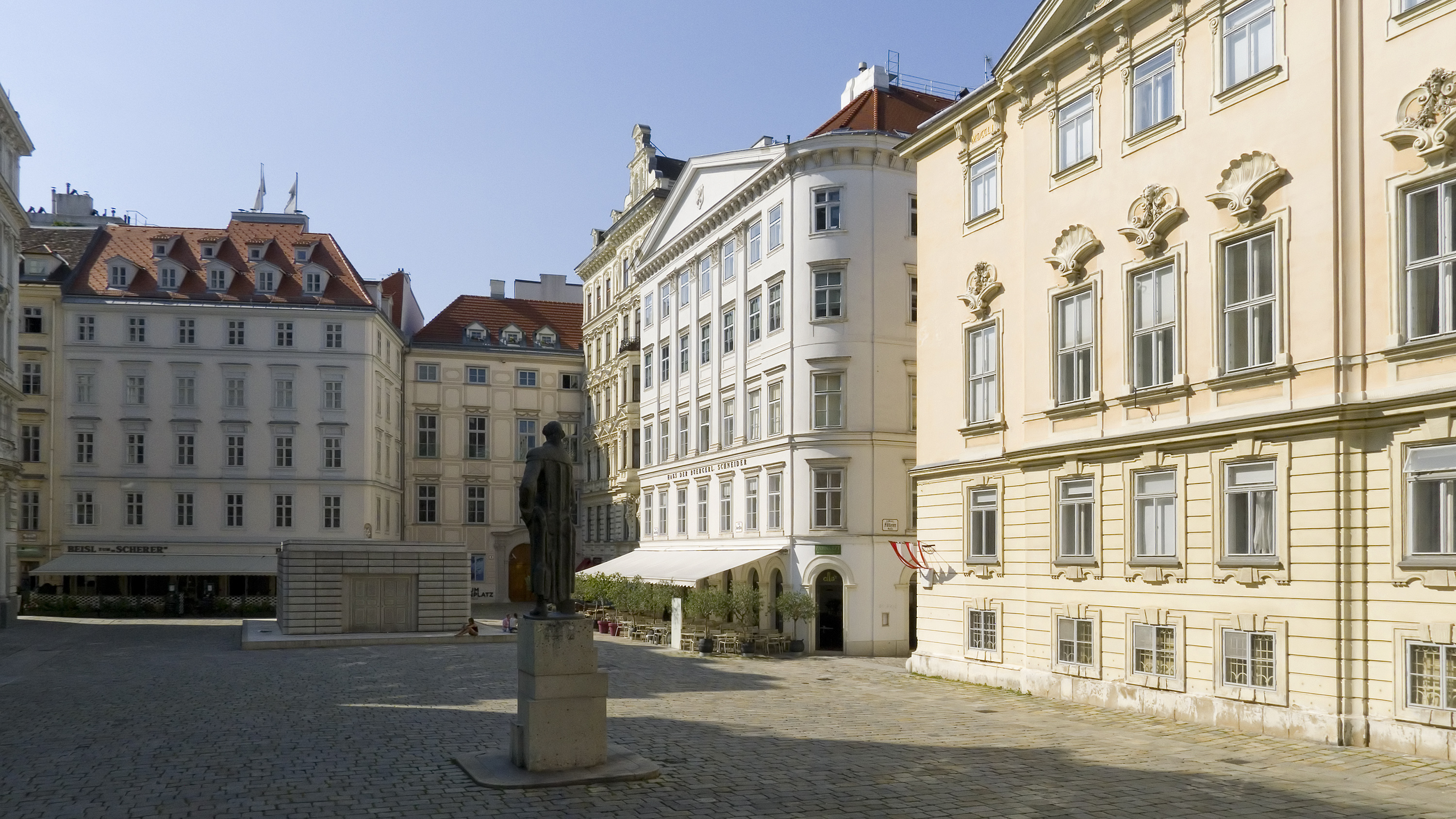
Judenplatz mit Misrachi-Haus, Haus der Genossenschaft der Kleidermacher und Böhmische Hofkanzlei, Lessing-Denkmal und dem Mahnmal für die Opfer der Schoah

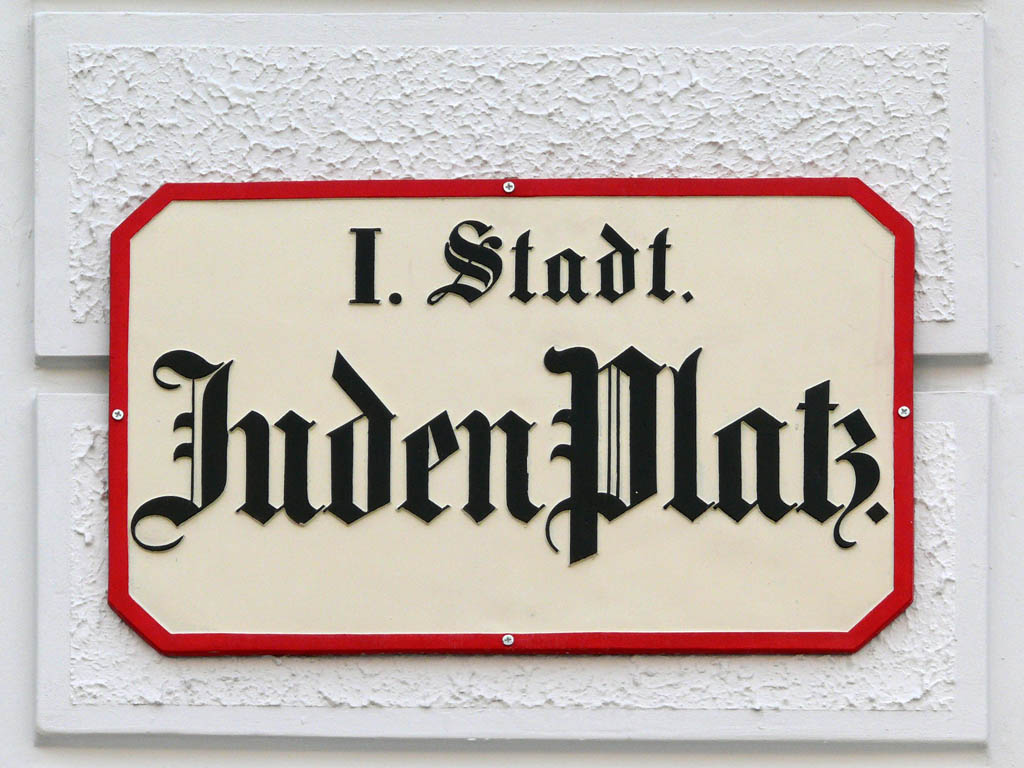
Straßenschild

Der Judenplatz ist ein Platz im 1. Wiener Gemeindebezirk Innere Stadt; er war im Mittelalter das Zentrum der jüdischen Gemeinde Wiens. Er befindet sich in unmittelbarer Nähe des Platzes Am Hof, der mittelalterlichen Herzogsresidenz und des Schulhofs sowie der Wipplingerstraße. Beispielhaft fokussiert sich auf diesem Platz die wechselvolle Geschichte der Stadt und ihrer mittelalterlichen Judengemeinde. Vor 1437 hieß er „Neuer Platz“ bzw. „Schulhof“. Im Jahr 2000 wurde auf dem Judenplatz das Mahnmal für die österreichischen jüdischen Opfer der Schoah eingeweiht.

## Geschichte

Plan des Judenviertels zur Zeit der Aufhebung 1421 von Ignaz Schwarz mit Spital (344), Badehaus (406 und 432/33) und Schlachthaus (332/33)

Der Judenplatz bildete unter dem Namen „Schulhof“ bis 1421 den zentral gelegenen Mittelpunkt der Wiener Judenstadt, der 1294 als „Schulhof der Juden“ erstmals erwähnt wurde. Die Judenstadt erstreckte sich nach Norden bis zur Kirche Maria am Gestade, die Westseite wurde vom Tiefen Graben, die Ostseite von den Tuchlauben begrenzt. Die Südseite bildete der Platz Am Hof. Das Ghetto umfasste 70 Häuser, die so angeordnet waren, dass ihre Rückwände eine geschlossene Begrenzungsmauer bildeten. Durch vier Tore konnte das Ghetto betreten werden, die beiden Haupteingänge lagen an der Wipplingerstraße (Wiltwercherstrass). Der Platz wurde von fünfzehn Häusern umsäumt und fünf Straßenzüge mündeten in ihn. Um 1400 lebten hier 800 Einwohner: Händler, Kreditgeber, Gelehrte in Kammerknechtschaft.
Am Platz selbst befanden sich die Synagoge (erstmals 1204 erwähnt), der einzige Steinbau unter den Privat- und Gemeindehäusern, die im Westen ein Drittel des Platzes einnahm, das Spital (heute Judenplatz Nr. 10, Haus der Genossenschaft der Kleidermacher), das Haus des Rabbis und die Judenschule auf dem Grunde des Gemeindegartens (jetzt das Collaltopalais), die eine der bedeutendsten des deutschsprachigen Raumes war. Hier lehrten und wirkten berühmte Rabbiner wie Isaak ben Mose (genannt Or Sarua) und machten die Stadt zu einem Zentrum jüdischen Wissens. Nach der Schule führte der Platz damals seinen Namen „Schulhof“. Später wurde dieser Name auf den südlich gelegenen kleineren Platz des Judengartens hinter der Kirche am Hof übertragen, der heute noch so heißt. Dem ursprünglichen Schulhof gab man seit 1423 die Bezeichnung „Neuer Platz“ (an dem Newn placz), seit 1437 heißt er Judenplatz.
Für die Errichtung des Mahnmals für die österreichischen jüdischen Opfer der Schoah wurden von Juli 1995 bis November 1998 Ausgrabungen durchgeführt. Diese gelten als die bedeutendsten Stadtkernuntersuchungen in Wien. Auf der östlichen Hälfte des Platzes wurden außerdem die Bruchsteinmauern, ein Brunnen und Keller eines ganzen Häuserblocks gefunden, der zur Zeit der Synagoge hier gestanden war. Die 1995 unter dem Judenplatz ausgegrabenen Überreste der 1421 zerstörten Synagoge geben Zeugnis des mittelalterlichen Gemeindelebens und dessen Vernichtung. Im Jahr 2000 wurde das Museum Judenplatz als zweiter Standort des Jüdischen Museums Wien eröffnet. In ihm sind eine Dauerausstellung über die Geschichte des Judenplatzes sowie die Fundamente der zerstörten Or-Sarua-Synagoge direkt unter dem Mahnmal zu besichtigen (siehe auch: Juden in Wien).
Die Neugestaltung des Platzes und seine Umwandlung zur Fußgängerzone wurde im Herbst 2000 mit der Einweihung des Holocaust-Mahnmals abgeschlossen. Die Stadt Wien wurde für die Gestaltung des Judenplatzes von der „Dedalo Minosse International Prize's Jury“ mit dem Spezialpreis der Stadt Vicenza in Italien 2002 ausgezeichnet.

## Wiener Gesera

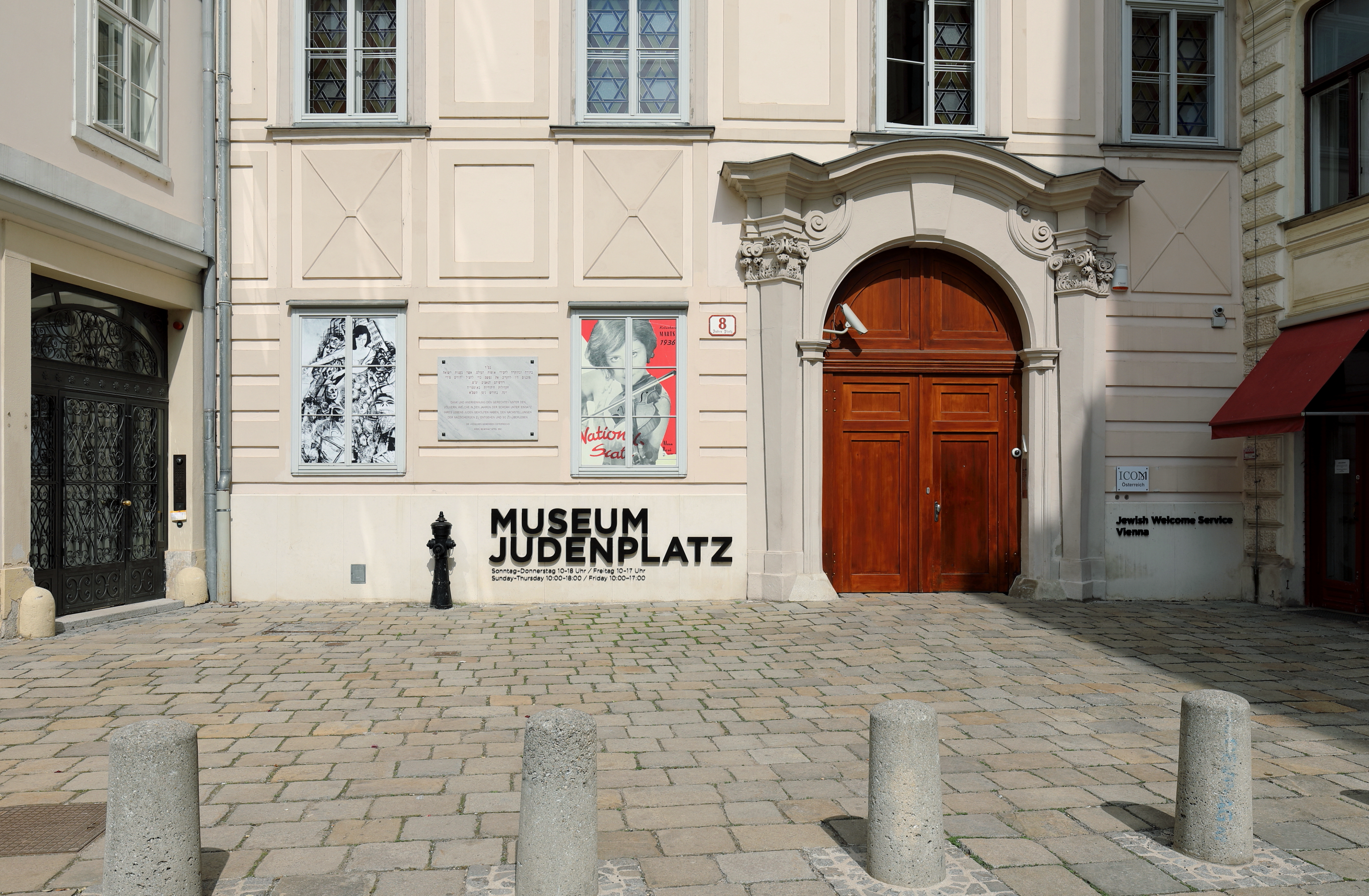
Eingangsbereich des Misrachi-Hauses

Die Wiener Gesera war der umfangreichste, blutigste Pogrom im mittelalterlichen Österreich. Im Frühjahr 1420 ordnete Herzog Albrecht V. wegen angeblicher Verbrechen wie Waffenlieferung an die Hussiten und Hostienschändung in Enns die Inhaftierung aller Juden und deren Vertreibung „aus Stadt und Land“ an. Die ärmlichen Juden wurden nach Ungarn deportiert, die reichen zunächst gefangen gesetzt. Im Herbst erreichte die Judenverfolgung dann einen blutigen Höhepunkt: Die wenigen noch in Freiheit befindlichen Juden schlossen sich in der Or-Sarua-Synagoge am Judenplatz ein, worin sie nach dreitägiger Belagerung, von Hunger und Durst gepeinigt, kollektiven Selbstmord, eine kiddusch haschem (Märtyrertod, um den Namen Gottes zu heiligen) begingen, um der Zwangstaufe zu entgehen. Eine zeitgenössische Chronik, die „Wiener Geserah“ (hebräisch: böse Verordnung, Erlass, im Jiddischen „Geseire“ ausgesprochen), berichtet, dass der Rabbiner Jonah zuletzt die Synagoge in Brand setzte und ebenfalls den Freitod wählte. Auf Befehl von Herzog Albrecht V. wurden die letzten etwa zweihundert Überlebenden der Judengemeinde am 12. März 1421 auf der sogenannten Gänseweide in Erdberg zum Scheiterhaufen geführt und vor den Augen der Bevölkerung lebendig verbrannt.
Der Herzog bestimmte gleichzeitig, dass sich künftig kein Jude mehr in Österreich aufhalten dürfe. Die zurückgelassenen Besitztümer wurden beschlagnahmt, die Häuser verkauft oder an Günstlinge verschenkt, das Ghetto rund um den Judenplatz wurde niedergerissen, die Synagoge geschleift und deren Steine für den Bau der alten Wiener Universität verwendet. In den Akten der Universität wurde vermerkt: „Et, ecce mirum, Synagoga veteris legis in scholam virtutum novae legis mirabiliter transmutatur.“ (Welch ein Wunder! die Synagoge des alten Bundes verwandelt sich wunderbarerweise in die hohe Schule des neuen Bundes!) Die Judenstadt war somit entvölkert und wurde aufgehoben.
Die im endenden 16. Jahrhundert wieder erstandene jüdische Gemeinde wurde 1624 von Ferdinand II. in den Unteren Werd verwiesen, 1670 jedoch ebenfalls vertrieben, worauf die Siedlung den Namen Leopoldstadt erhielt.

## Jordan-Haus

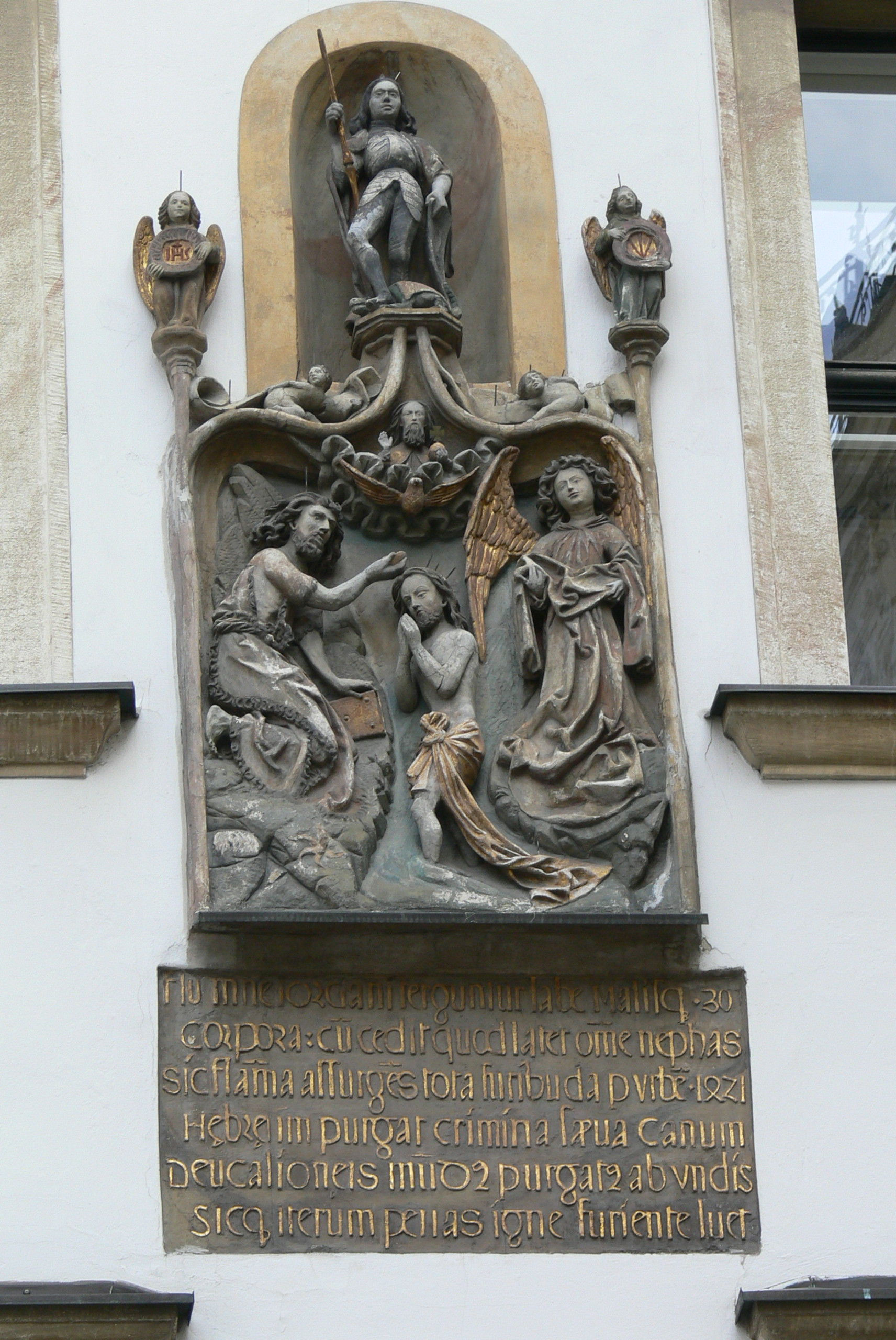
Relief mit antisemitischer Inschrift am Haus „Zum großen Jordan“ am Judenplatz

Das Haus „Zum großen Jordan“ am Judenplatz Nr. 2 ist eines der ältesten Gebäude Wiens. Bis 1421 wird als Besitzer des Gebäudes der Jude Hocz genannt, später kam es an einen Georg Jordan, der das Bauwerk 1497 erneuerte und die Fassade mit einem spätgotischen Wappenrelief versah, welches durch das Motiv der Taufe Jesu im Jordan auf seinen Namen anspielt. Darüber steht die Figur des hl. Georg, der mit einer Lanze den Drachen tötet und mit der sich der Besitzer selbst ein Denkmal gesetzt hat. Eine Tafel verkündete: „A(nn)o. 1421 warden die Juden hie verbrendt.“ Danach übernahm Jörg Jordan das Haus und ersetzte die ältere, verschollene Tafel durch die jetzige Inschrift, die sich in drastischen Worten auf die mörderische Judenaustreibung von 1421 bezieht und in lateinischer Sprache die Tötung der Juden als „Reinigung von Schmutz und Übel“ bejubelt:
„Flumine Jordani terguntur labe malisque corpora cum cedit, quod latet omne nefas. Sic flamma assurgens totam furibunda per urbem 1421 Hebraeum purgat crimina saeva canum. Deucalioneis mundus purgatur ab undis Sicque iterum poenas igne furiente luit.“
(„Durch die Fluten des Jordan wurden die Leiber von Schmutz und Übel gereinigt. Alles weicht, was verborgen ist und sündhaft. So erhob sich 1421 die Flamme des Hasses, wütete durch die ganze Stadt und sühnte die furchtbaren Verbrechen der Hebräerhunde. Wie damals die Welt durch die Sintflut gereinigt wurde, so sind durch das Wüten des Feuers alle Strafen verbüßt.“)
1560 wurde das Haus gemeinsam mit zwei Nachbarhäusern an die Jesuiten verkauft, die darin ein Konvikt begründeten, 1565 wurden sie vom lutherischen Magistrat daraus vertrieben und verkauften es an die Stadt. Seit 1684 war das Haus in Privatbesitz und führte auch den Namen „Jordanhof“.
Die unverblümte Anspielung auf das Massaker in der Synagoge sowie auf die anschließende Verbrennung der Überlebenden, die dem Text der jüdischen Klageschrift der „Wiener Geserah“ folgt, blieb lange Zeit unbeachtet. Erst durch die Ausgrabung der nahen Synagoge erfuhr die historische Darstellung ihre ganze Bedeutung.

## Gedenktafel
Eine Gedenktafel am Haus Judenplatz 6 nimmt auf die antisemitische Inschrift am Jordanhaus Bezug. Sie wurde nach langen Diskussionen von Kardinal Christoph Schönborn am 29. Oktober 1998 mit einem Eingeständnis des christlichen Versagens angesichts der Ermordung der europäischen Juden angebracht:
„Kiddusch HaSchem“ heißt „Heiligung Gottes“. Mit diesem Bewußtsein wählten Juden Wiens in der Synagoge hier am Judenplatz – dem Zentrum einer bedeutenden jüdischen Gemeinde – zur Zeit der Verfolgung 1420/21 den Freitod, um einer von ihnen befürchteten Zwangstaufe zu entgehen. Andere, etwa 200, wurden in Erdberg auf einem Scheiterhaufen lebendig verbrannt. Christliche Prediger dieser Zeit verbreiteten abergläubische judenfeindliche Vorstellungen und hetzten somit gegen die Juden und ihren Glauben. So beeinflußt nahmen Christen in Wien dies widerstandslos hin, billigten es und wurden zu Tätern. Somit war die Auflösung der Wiener Judenstadt 1421 schon ein drohendes Vorzeichen für das, was europaweit in unserem Jahrhundert während der nationalsozialistischen Zwangsherrschaft geschah. Mittelalterliche Päpste wandten sich erfolglos gegen den judenfeindlichen Aberglauben, und einzelne Gläubige kämpften erfolglos gegen den Rassenhaß der Nationalsozialisten. Aber es waren derer viel zu wenige. Heute bereut die Christenheit ihre Mitschuld an den Judenverfolgungen und erkennt ihr Versagen. „Heiligung Gottes“ kann heute für die Christen nur heißen: Bitte um Vergebung und Hoffnung auf Gottes Heil.

## Misrachi-Haus

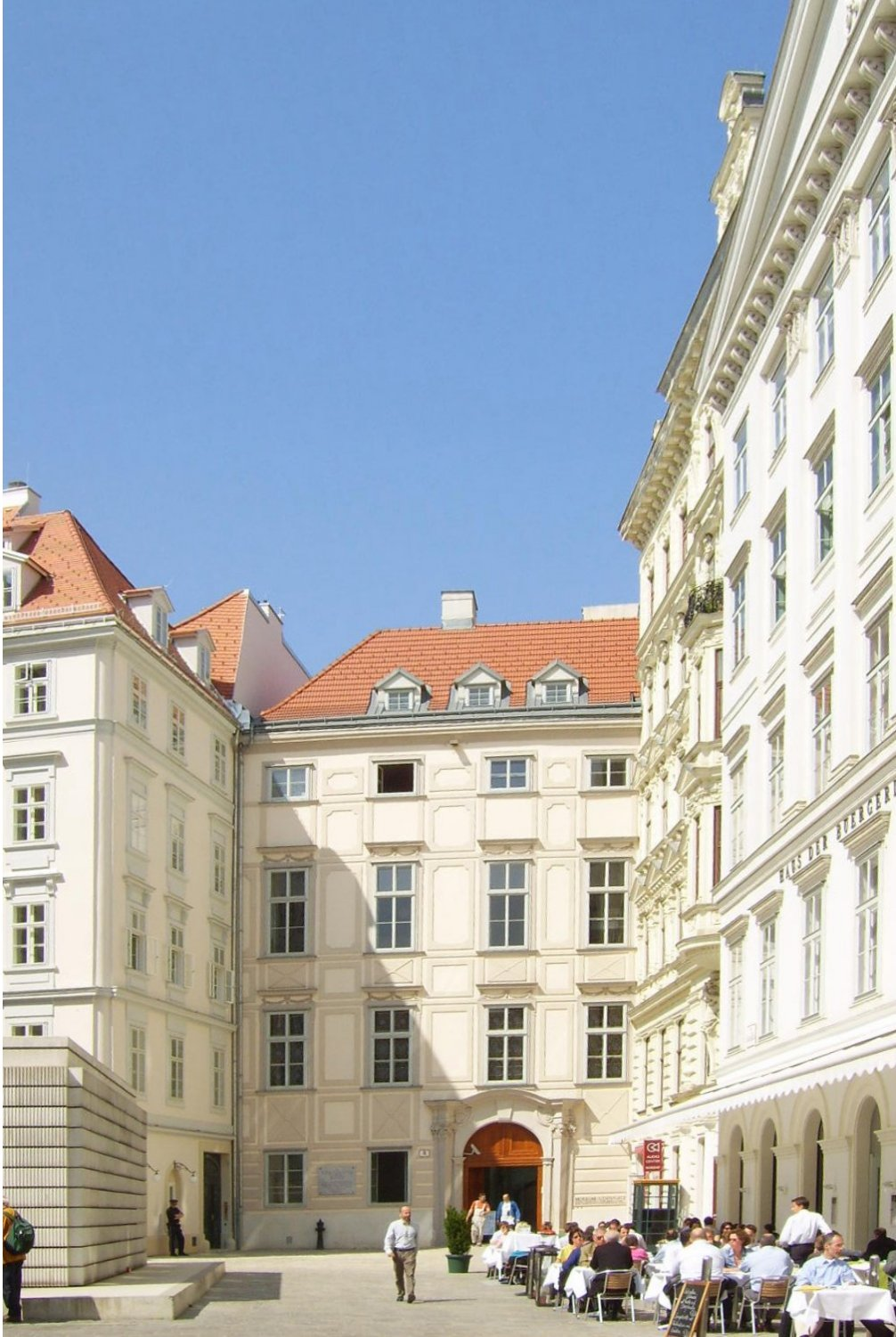
Misrachi-Haus (Mitte) und Haus der Kleidermacher (rechts)

Am Judenplatz 8 befindet sich das sogenannte „Misrachi-Haus“, das bis in das 12. Jahrhundert zurückgeht und das heute großteils zum Jüdischen Museum Wien gehört. Unter dem Platz fanden Archäologen 1995 die Grundmauern einer der größten mittelalterlichen Synagogen Europas und legten sie frei. Mit den archäologischen Funden entstand die Idee, Mahnmal und Ausgrabungen zu einem Erinnerungskomplex zu vereinen.
Zusätzlich zum Schauraum wurde 1997 die Errichtung eines musealen Bereichs im Misrachi-Haus konzipiert, der als Außenstelle des Jüdischen Museums Wien neben den archäologischen Funden auch Ausstellungen zur Dokumentation des jüdischen Lebens im Mittelalter sowie eine Datenbank mit den Namen und Schicksalen der österreichischen Holocaustopfer beherbergen soll. An der Vorderseite befindet sich eine Gedenktafel mit der hebräisch- und deutschsprachigen Aufschrift: „Dank und Anerkennung den Gerechten unter den Völkern, welche in den Jahren der Schoah unter Einsatz ihres Lebens Juden geholfen haben, den Nachstellungen der Nazischergen zu entgehen und so zu überleben.“
In der Ausstellung wird besonders auf die Lebensumstände der Juden bis zur Wiener Gesera, dem Pogrom im Jahre 1421, Wert gelegt. Baureste der damals aus drei Räumen bestehenden Synagoge sind zu sehen, die sogenannte „Männerschul“ (Lehr- und Betraum der Männer) sowie ein angebauter kleinerer Raum, der von den Frauen benutzt wurde. Zu sehen ist auch das Fundament der sechseckigen Bima (des erhöhten Podiums, auf dem aus der Tora vorgelesen wird), deren Umriss auch in das Pflaster des darüber liegenden Platzes, seitlich neben dem Mahnmal, eingraviert ist.

## Böhmische Hofkanzlei

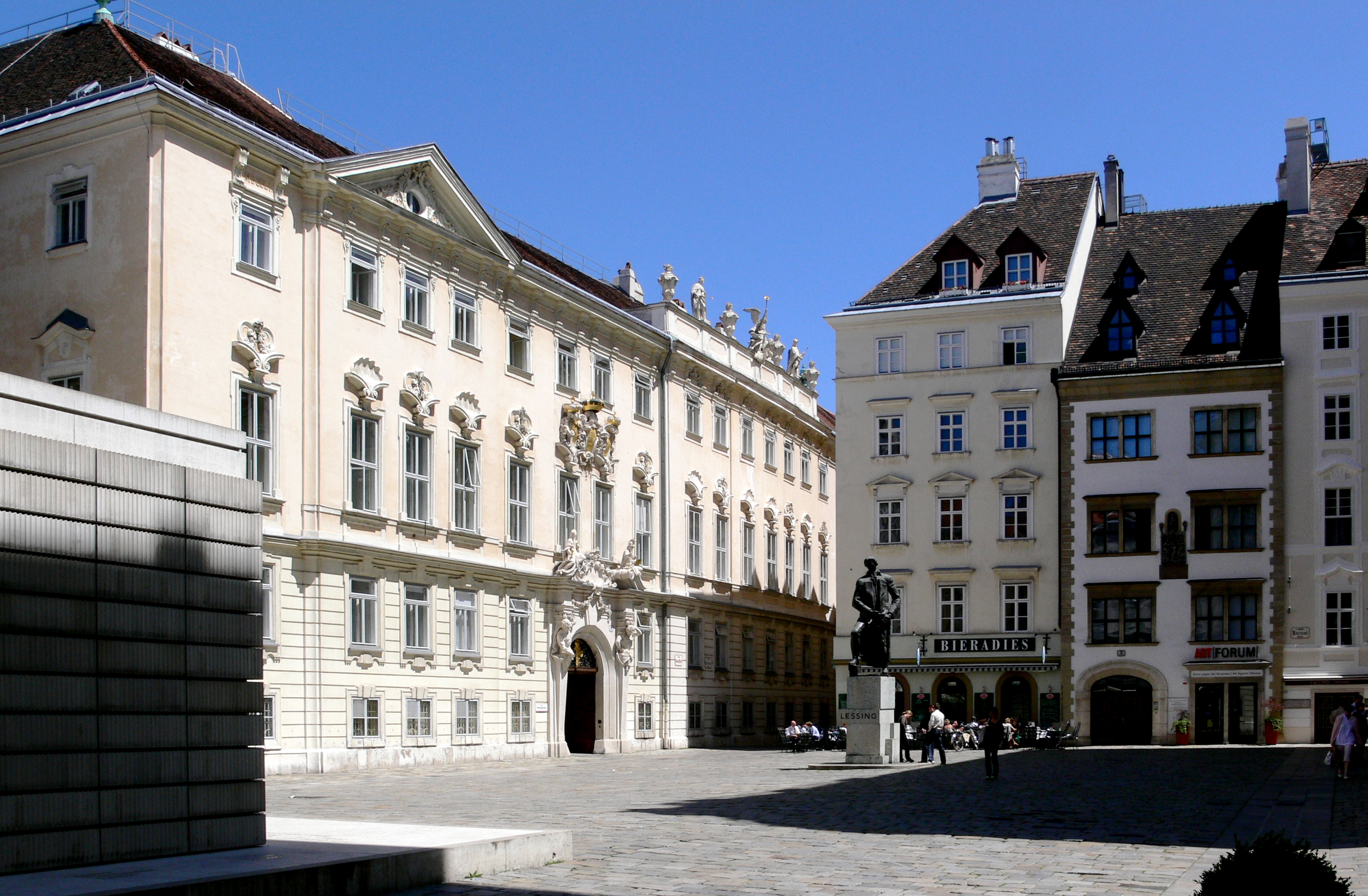
Böhmische Hofkanzlei von Johann Bernhard Fischer von Erlach

Am Judenplatz Nr. 11 befindet sich das Gebäude des österreichischen Verwaltungsgerichtshofs (und bis 2012 auch des österreichischen Verfassungsgerichtshofs), die ehemalige Böhmische Hofkanzlei, die 1709–1714 nach Plänen von Johann Bernhard Fischer von Erlach errichtet wurde. Nach 1749 wurden die restlichen Parzellen des Häuserblocks aufgekauft, und Matthias Gerl war 1751–1754 mit der Erweiterung des Palais beauftragt, die den Bau nach Westen hin symmetrisch verdoppelte. Weitere Umbauten erfolgten im 19. Jahrhundert; das Palais erhielt damals im Wesentlichen sein heutiges Aussehen. Die Fassade zum Judenplatz war ursprünglich die Rückfront des Gebäudes, erst seit den Umbauten des 20. Jahrhunderts befindet sich hier das Haupteingangstor.
Das Palais war ursprünglich Amtssitz der Böhmischen Hofkanzlei, die 1749 mit der Österreichischen Hofkanzlei organisatorisch vereinigt wurde. 1848 wurde sie in das k.k. Ministerium des Innern umgewandelt; dieses blieb bis 1923 im Palais. 1761–1782 und 1797–1840 befand sich hier auch die Oberste Justizstelle, die Vorläuferin des Obersten Gerichtshofes. 1936 zog der von der Diktatur eingerichtete Bundesgerichtshof in das Palais, das seither Sitz öffentlich-rechtlicher Gerichtsbarkeit in Österreich ist.
Die weiblichen Figuren über den Toren dieses Gebäudes stellen die Kardinaltugenden (Mäßigkeit, Weisheit, Gerechtigkeit und Tapferkeit) dar, darüber befinden sich Wappen der böhmischen und österreichischen Länder. In der Mitte der Attika steht ein Engel mit Posaune, zu dessen Füßen ein Putto hockt. Zu seinen Seiten befinden sich vier Vasen und zwei männliche Figuren und stellen vermutlich die böhmischen Könige Wenzel I. und Heinrich II. dar.

## Zur kleinen Dreifaltigkeit

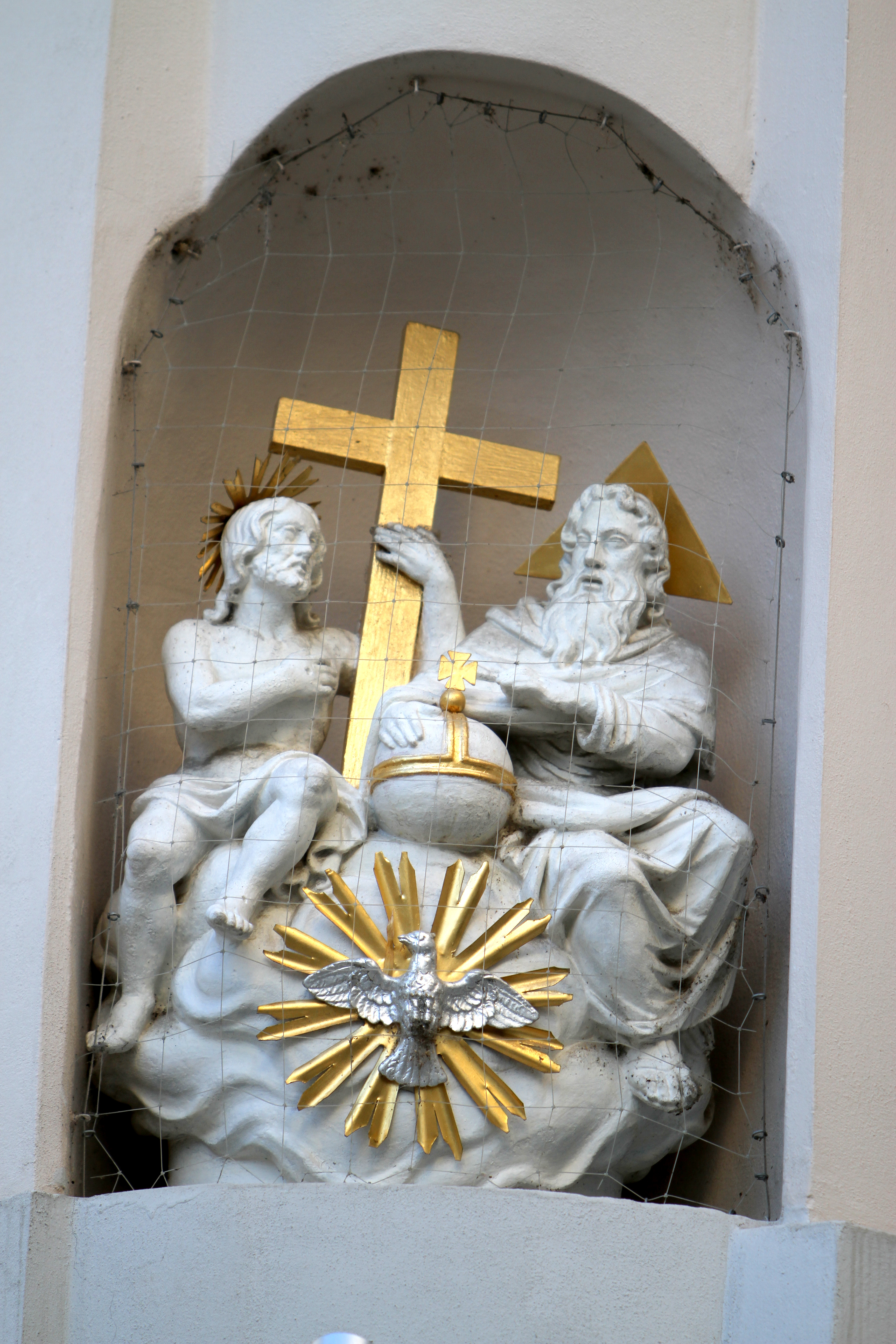
Judenplatz 7, Fassadendetail

Das Haus „Zur kleinen Dreifaltigkeit“ am Judenplatz 7 befindet sich in einer Fußgängerzone an der Einmündung der Drahtgasse in den Judenplatz. Der Gewölbekeller sowie Teile des Erdgeschoßes stammen aus dem frühen 15. Jahrhundert. Das Gebäude trägt seinen Namen seit der zweiten Hälfte des 17. Jahrhunderts.
Ursprünglich standen an dieser Stelle zwei Häuser, welche im Zuge der Wiener Gesera von Herzog Albrecht V. beschlagnahmt und dem obersten Truchseß von Österreich, Wilhelm von Puchheim, geschenkt wurden. Das hintere Gebäude wurde am 11. Oktober 1437 für die Abhaltung einer ewigen Messe in der Puchheimkapelle des Stephansdomes gestiftet. Am 5. Mai des Jahres 1619 fiel eines der beiden Häuser einem Großfeuer zum Opfer, welches mehrere Häuser im historischen Kern der österreichischen Bundeshauptstadt zerstörte. Das Gebäude wurde jedoch bald darauf wiederaufgebaut.
Ab dem Jahre 1796 hatten beide Häuser denselben Besitzer und wurden schließlich im Jahre 1813 baulich verbunden.
Nach vielen Besitzerwechseln wurde das Gebäude schließlich von Peter Löw erworben und saniert. Im Zuge der Renovierungsarbeiten wurden Kellerräumlichkeiten sowie die Zugänge zu zwei unterirdischen Verbindungsgängen entdeckt und freigelegt.
Aus der Zeit der Türkenbelagerung im 16. und 17. Jahrhundert verfügt Wien über ein Netz von unterirdischen Gängen, Kellern und Gewölben. Die Gänge sind nach ca. drei Metern durch eine Betonwand abgeriegelt. Nach Aussage diverser Magistratsabteilungen wurden die Gänge im Zuge der Platzgestaltung aufgefüllt, um die Befahrbarkeit des Platzes zu gewährleisten. Im 1. Wiener Bezirk gab es ein verzweigtes unterirdisches Tunnelsystem, dessen genaue Topografie nicht vorliegt.
Heute sind in dem Gebäude verteilt auf fünf Etagen Wohneinheiten und Büroräume untergebracht. Im Erdgeschoß befindet sich ein Gastronomiebetrieb.

## Weitere Gebäude
- Österreichische Gastgewerbefachschule (Nr. 3–4). Im Vorgängerhaus lebte 1783 Wolfgang Amadeus Mozart. Eine Gedenktafel von 1929 erinnert daran: „An dieser Stelle stand das Haus No. 244, in dem W. A. Mozart im Jahre 1783 wohnte.“
- Wohnhaus (Nr. 5), in späthistoristischem Stil mit sezessionistischem Foyer erbaut 1899 von Max Löw.
- Patzelt-Hof (Nr. 6), 1900 mit interessantem Foyer erbaut von Wilhelm Jelinek; der Vorgängerbau hieß „Zur goldenen Säule“. Siehe auch hier.
- Haus der Genossenschaft der Kleidermacher (Nr. 10), 1837 / 1838 erbaut von Ignaz Ramm. Das Haus entstand anstelle der Nachfolgebauten des Judenspitals, die 1684 Zech- und Herbergshaus der bürgerlichen Schneider wurden. Bemerkenswert ist der Sitzungssaal. Das Haus trägt als Wappen Schere und Fingerhut und beherbergt ein kleines Innungsmuseum.

## Lessing-Denkmal
Auf dem Judenplatz befindet sich das von Siegfried Charoux geschaffene Denkmal des deutschen Dichters Gotthold Ephraim Lessing, eine Auftragsarbeit, die Charoux 1930 gegen eine Konkurrenz von 82 Bildhauern gewann. Es wurde 1931 / 1932 vollendet, 1935 enthüllt und 1939 von den Nationalsozialisten abgetragen und eingeschmolzen. Lessings „Ringparabel“ im Drama „Nathan der Weise“ gilt als Schlüsseltext der Aufklärung und als pointierte Formulierung der Toleranzidee. Von 1962 bis 1965 schuf Charoux ein zweites, 1968 enthülltes Lessing-Denkmal aus Bronze, das 1981 vom Ruprechtsplatz auf den Judenplatz übersiedelt wurde. Lessing war 1775 / 1776 in Wien, wurde von Joseph II. in Audienz empfangen und hatte Einfluss auf die Veränderung des geistigen Klimas.

## Holocaust-Mahnmal

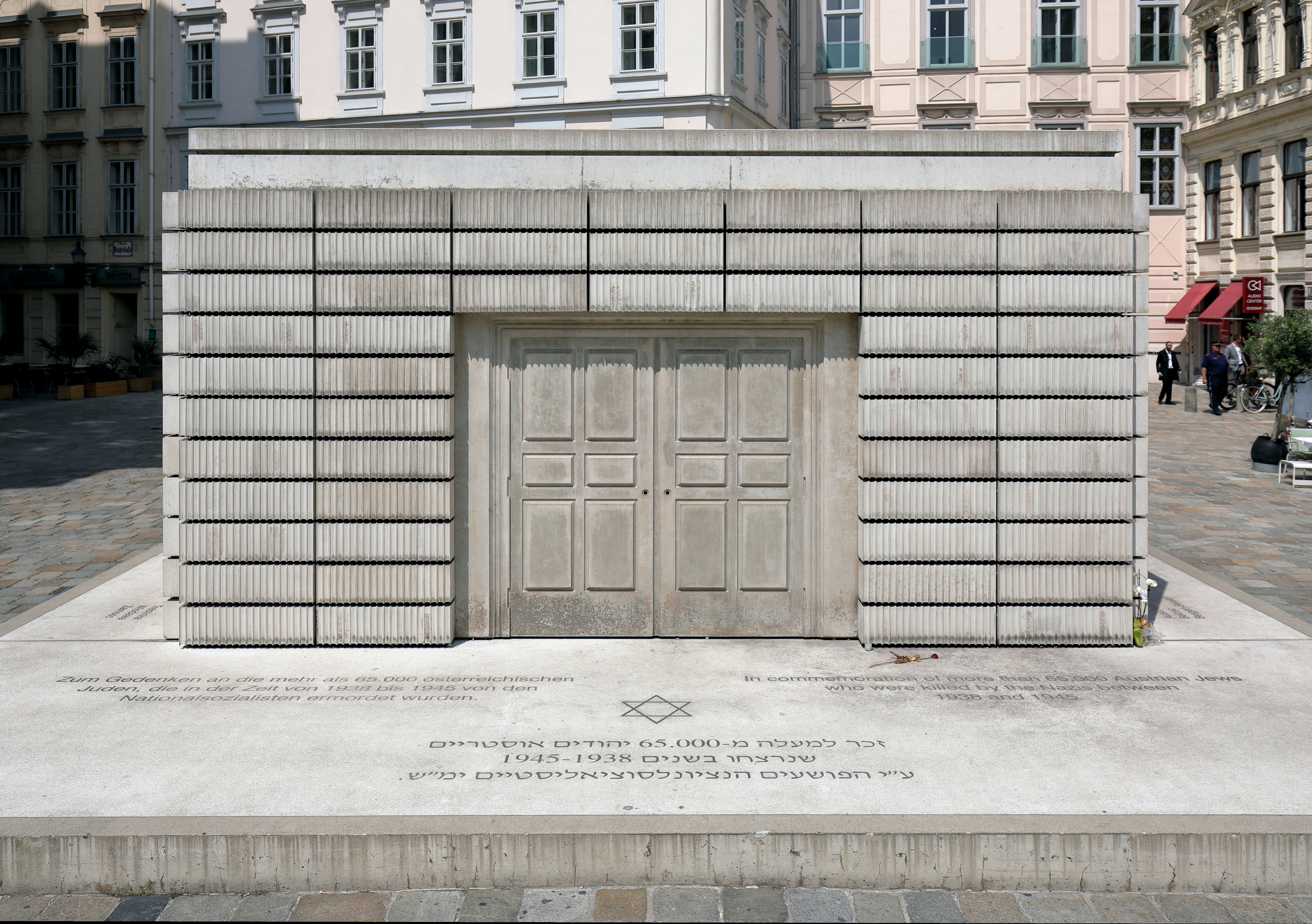
Mahnmal für die österreichischen jüdischen Opfer der Schoah von Rachel Whiteread mit dreisprachiger Gedenkinschrift an die rund 65 000 österreichischen Juden, die in der Zeit von 1938 bis 1945 von den Nationalsozialisten ermordet wurden.

Auf dem Judenplatz steht seit dem Jahr 2000 das seit 1998 errichtete Mahnmal für die österreichischen jüdischen Opfer der Schoah der englischen Künstlerin Rachel Whiteread, die 1995 den Wettbewerb dazu gewann. Das Mahnmal stellt eine nach außen gekehrte und hermetische abgeschlossene Bibliothek dar, es besteht aus einem Kubus mit Bibliothekswänden voll versteinerter Bücher. Kein Buchrücken ist lesbar, sie zeigen alle nach innen, der Inhalt der Bücher bleibt verborgen. Die Flügeltüren, welche die Möglichkeit eines Kommens und Gehens andeuten, sind verriegelt. Die Regale sind mit scheinbar endlos viele Ausgaben ein und desselben Buches bestückt, die für die große Zahl der Opfer und ihre Lebensgeschichte stehen. Auf Bodenplatten sind die Namen von 45 Orten festgehalten, an denen österreichische Juden von NS-Tätern ermordet wurden.
Es handelt sich um eine Stahlbetonkonstruktion mit einer Grundfläche von 10 × 7 Meter und einer Höhe von 3,8 Meter. Obwohl diese „namenlose“ Bibliothek ein symbolisches Tor hat, ist sie nicht zugänglich. Neben dem Mahnmal deutet eine Gravur im Pflaster die Position der Bima der darunterliegenden Ausgrabungsstätte der mittelalterlichen Synagoge an.
Das Mahnmal steht in engem inhaltlichen Zusammenhang mit der Ausstellung zur Schoah, die im benachbarten Misrachi-Haus eingerichtet wurde. Im Erdgeschoß hat das Dokumentationsarchiv des österreichischen Widerstandes in Zusammenarbeit mit der Israelitischen Kultusgemeinde Wien einen Informationsbereich zur Schoah eingerichtet. Hier werden Namen und Daten der 65.000 ermordeten österreichischen Jüdinnen und Juden und die Umstände, die zu ihrer Verfolgung und Ermordung geführt haben, der Öffentlichkeit präsentiert.
Die Errichtung des Mahnmals wurde von Teilen der Bevölkerung kritisiert, Anrainer gründeten eine Initiative, da sie um die „Schönheit“ des Platzes fürchteten. Diese Proteste und Vorschläge, die Synagogenfunde (siehe oben) anstelle des Mahnmals auszustellen, führten zur zwischenzeitlichen Aussetzung des Baubeginns.
Bei seinem Staatsbesuch in Österreich im Jahr 2007 gedachte Papst Benedikt XVI. an diesem Mahnmal der Opfer der Schoah in Anwesenheit des Oberrabbiners Paul Chaim Eisenberg und anderer jüdischer, katholischer und politischer Würdenträger.